# Lilibeth Morillo
Lilibeth Morillo  (Caracas, Venezuela, 1969. június 12. –) venezuelai színésznő, énekesnő.

## Élete és pályafutása
1969. június 12-én született Caracasban. Szülei José Luis Rodríguez és Lila Morillo. Féltestvére, Génesis Rodríguez szintén színésznő. Karrierjét 1989-ben kezdte. 2008-ban az Alma indomable című telenovellában Abigail Richardi szerepét játszotta.

## Filmográfia

### Telenovellák
- Maribel... (Venevisión/1989)... Andreína Colmenares
- Mundo de fieras... (Venevisión/1991)... Tamara Soriano
- Por estas calles... (RCTV/1992-1994)...
- Pura sangre... (RCTV/ 1994-1995)... Corazón Silvestre
- María de los Ángeles... (RCTV/1997)... María de los Ángeles Córdova Vargas
- Enséñame a querer... (Venevisión/1998)... Adriana
- Enamorada - A szerelmesek... (Venevisión Internacional/1999)... Cristina Guillén
- Viva la pepa... (RCTV/2000-2001)... María José Maneiro "Mari Pepi"
- La niña de mis ojos... (RCTV/2001-2002)... María de la Luz Centeno
- El amor las vuelve locas... (Venevision/2005)... Fernanda Santana
- La viuda de Blanco... (Telemundo/2006)... Haydée Blanco Albarracin
- Alma indomable... (Venevisión Internacional/2008)... Abigail Richardi
- Redención de amor... (Enlace TBN/2010)... Perla Miranda/Pura Miranda
- Mi ex me tiene ganas...  (Venevision/2012)... Soledad Linares